# Jorge Alberto Uribe
Jorge Alberto Uribe Echavarría, né le 30 octobre 1940 à Medellín, est un entrepreneur et homme politique colombien. Il a occupé le poste de Ministre de la Défense nationale entre 2003 et 2005 sous la présidence d'Álvaro Uribe.